# McLaren MP4-12C
McLaren MP4-12C je športski automobil koji proizvodi McLaren Automotive, a dizajnirao ga je Frank Stephenson. To je McLarenov prvi cijeli model kojeg je napravio četrnaest godina nakon modela McLaren F1. Konačni dizajn modela MP4-12C objavljen je 8. rujna 2009. godine, a u proizvodnju je krenuo 2011. godine. Model MP4-12C ima šasiju od ugljičnih vlakana armiranog polimera, a pokreće ga 3.8-litreni McLarenov V8 motor M838T. Motor je twin-turbo, te razvija oko 592 KS (441 kW) i oko 601 okretaj u minuti. Također koristi kočnice koje su u uporabi u Formuli 1 gdje stražnji kotač koči tijekom brzih skretanja smanjivajući podupravljanje. Snaga se na kotače prenosi putem 7-stupanjskog mjenjača.

## Tehnički podaci

### Dizajn
Godine 2008., McLaren je zaposlio dizajnera Franka Stephensona za novi projekt obnovljenja starog modela McLarena F1. Kao i kod njega, u novom modelu se isto korsite karbonska vlakna kako bi se smanjila težina. Model MP4-12C teži 1301 kilogram. Šasija automobila je bazirana na stilu Formule 1, jednodijelnom prostoru od karbonskih vlakana. Poznato je pod nazivom Carbon MonoCell i teži samo 80 kilograma. MonoCell je izrađen u jednom pritisku pomoću seta patentiranih procesa, koristeći karbonska vlakna Bi-Axial i Tri-Axial. Multiaksijalna tkanina je proizvedena u tvrtki Formax UK Ltd., a MonoCell je proizvedo Carbo Tech u Salzburgu, Austriji. To je smanjilo vrijeme za proizvodnju MonoCella od 3000 sati za model F1 i oko 500 sati za Mercedes-Benz SLR McLaren do samo četiri sata za MP4-12C.

## Vanjske poveznice
- Službena stranica - McLaren Group  Arhivirana inačica izvorne stranice od 19. siječnja 2012. (Wayback Machine)
- Službena stranica - McLaren Automotive  Arhivirana inačica izvorne stranice od 1. listopada 2009. (Wayback Machine)